# Sudweyhe
Sudweyhe è una frazione (Ortsteil) del comune di Weyhe, nel land della Bassa Sassonia, in Germania.

## Storia
Già comune autonomo nel circondario della contea di Hoya, fu soppresso e incorporato a Weyhe il 1º marzo 1974.